# Racławice (powiat miechowski)
Racławice – wieś w Polsce położona jest na lekko pofałdowanej Wyżynie Miechowskiej w województwie małopolskim, w powiecie miechowskim, w gminie Racławice, przy drodze wojewódzkiej nr 783, znana z bitwy w 1794 roku (w czasie insurekcji kościuszkowskiej). Siedziba gminy Racławice.

## Części wsi
| SIMC    | Nazwa      | Rodzaj    |
| ------- | ---------- | --------- |
| 0264325 | Biały Dół  | część wsi |
| 0264331 | Dale       | część wsi |
| 0264348 | Gościniec  | część wsi |
| 0264354 | Górki      | część wsi |
| 0264360 | Smolny Dół | część wsi |
| 0264377 | Wysiołek   | część wsi |
| 0264383 | Zagumnie   | część wsi |

## Historia
Na wzniesieniu Górka Kościejowska, zwanym także „Zamczyskiem”, w XIV w. stał niewielki gródek. Dowody w postaci fundamentów murów dochowały się do czasów obecnych. Nazwa Racławice najprawdopodobniej pochodzi od nazwiska właściciela dóbr rycerza Racława. Pojawia się po raz pierwszy w Kronikach Długosza, gdzie znajduje się informacja, że w roku 1410 chłopi z Racławic przywozili do obozu króla Jagiełły pod Sandomierzem soloną wołowinę i dziczyznę w beczkach. Z sąsiadującej z Racławicami wsi Wrocimowice pochodził chorąży Marcin, postać znana z opisu bitwy grunwaldzkiej.

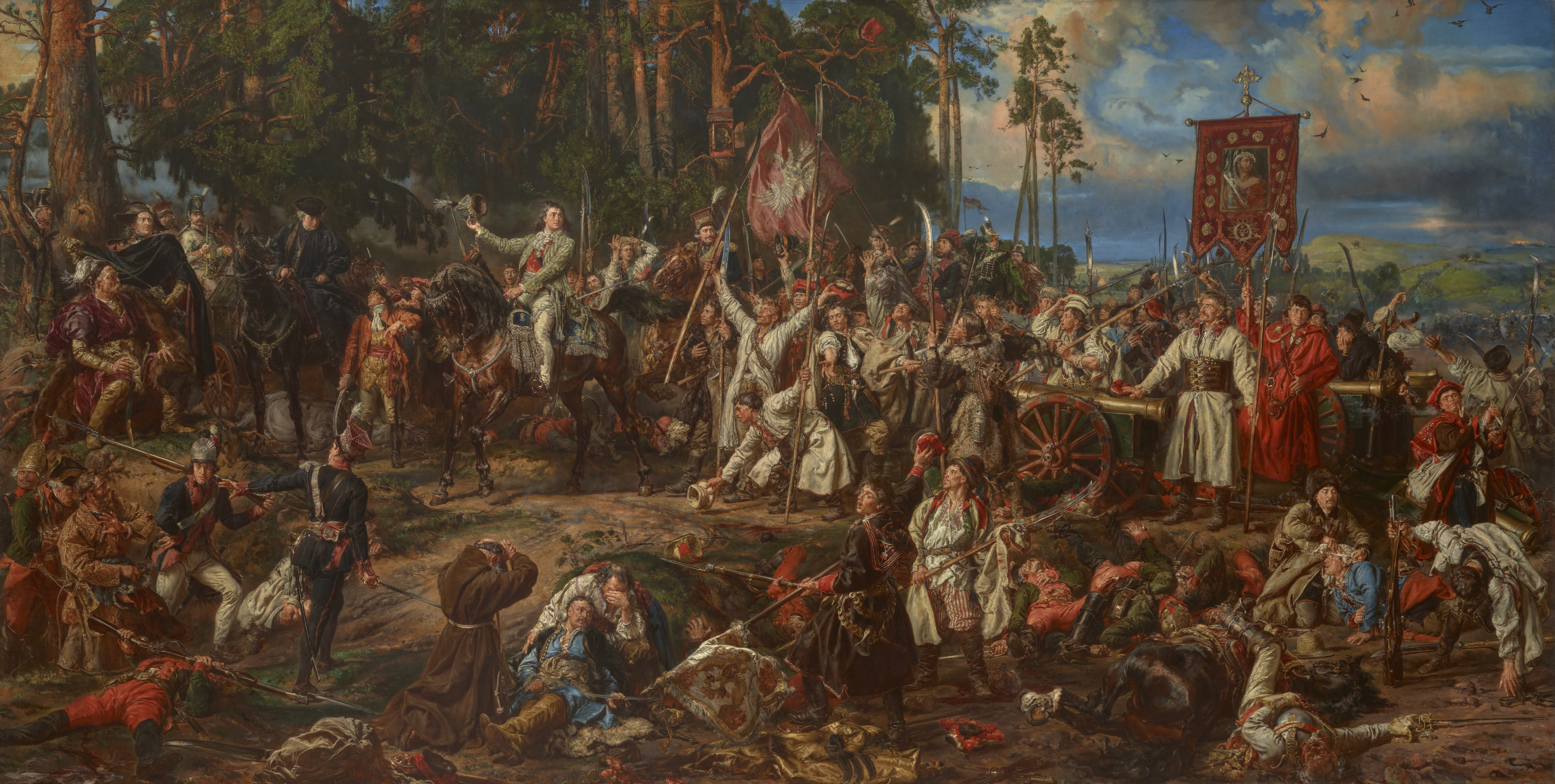
Jan Matejko, Kościuszko pod Racławicami, 1888

W okresie powstania kościuszkowskiego wieś należała do Walerego Wielogłowskiego, herbu Starykoń, a jego dwór stał naprzeciw kościoła od strony zachodniej. Do dóbr Wielogłowskiego należały także mniejsze folwarki z dworkami w Janowiczkach i Dziemierzycach.
4 kwietnia 1794 pod Racławicami polskie wojska powstańcze pod wodzą Tadeusza Kościuszki pokonały wojska rosyjskie pod dowództwem generała Aleksandra Tormasowa.
W kwietniu 1937 podczas protestu chłopskiego we wsi w czasie interwencji Policji Państwowej zginęło 3 chłopów.
W latach 1976–1991 miejscowość była siedzibą gminy Racławice-Pałecznica. W latach 1975–1998 w województwie kieleckim.

## Zabytki
Obiekty wpisane do rejestru zabytków nieruchomych województwa małopolskiego:
- Kościół parafialny pw. św. Piotra i św. Pawła z 1778 z figurą św. Szczepana i obrazem „święta rozmowa” z XVI w.,
  - Dzwonnica, drewniana z dzwonem odlanym w 1547 roku[7];
  - Ogrodzenie, drewniane;
- Pole bitwy pod Racławicami (1794);
  - Pomnik z 1936 roku;
  - Zespół dworski – dwór i park;
  - Dworek i teren we Wrocimowicach.

### Inne zabytki
- Cmentarz z grobowcami właścicieli majątków w Marchocicach, Klonowie, Janowiczkach, Dziemięrzycach i Racławicach;
- Kopiec Kościuszki usypany w latach 1926–1934.

## Europejski Wybór Chłopa Roku
Od 1995 roku w pierwszą niedzielę po wspomnieniu liturgicznym św. Wojciecha, na błoniach pod pomnikiem Bartosza Głowackiego odbywa się wybór „Chłopa Roku”, który tradycyjnie dopełnia ogólnopolski Zlot Wojciechów i Bartoszów. Chłopem Roku zostaje osoba, która zdobywa najwięcej punktów w konkursach sprawnościowych, takich jak m.in.: rzut podkową do celu, dojenie krowy na czas. Wysoko punktowana jest także prezentacja stroju regionalnego oraz folkloru ze swego regionu. Warunkiem podstawowym jest, aby każdy uczestnik konkursu występował w stroju ludowym.
W 2009 odbył się I Europejski Wybór Chłopa Roku. Pomysłodawcą i ojcem chrzestnym ogólnopolskiego wyboru polskiego chłopa nad chłopy w Racławicach jest red. Piotr Płatek ze Stowarzyszenia „Teatr Regionalny”.